# Kinga Klivinyi
Kinga Klivinyi (født. 31. marts 1992 i Budapest) er en kvindelig ungarsk håndboldspiller, der spiller for Siófok KC og Ungarns håndboldlandshold.